# 福井市警察
福井市警察（ふくいしけいさつ）は、かつて存在した福井県福井市の自治体警察。

## 概要
旧警察法施行で、従来の福井県警察部が解体され、1948年（昭和23年）3月7日に福井市警察署が設置された。市警発足直後の6月28日に福井地震が発生、混乱の収拾を図った。
その後、1954年（昭和29年）に、旧警察法が全面改正される形で新警察法が公布された。これにより国家地方警察と自治体警察が廃止され、新たに都道府県警察として福井県警察本部が発足。福井市警察も福井県警察に統合され、姿を消した。

## 組織
1950年（昭和25年）時点
- 警務課
- 公安課
- 刑事課
- 防犯課
- 経済警察課
- 警ら交通課